# Cantón de Villeneuve
El cantón de Villeneuve era una división administrativa francesa, que estaba situada en el departamento de Aveyron y la región de Mediodía-Pirineos.

## Composición
El cantón estaba formado por diez comunas:
- Ambeyrac
- La Capelle-Balaguier
- Montsalès
- Ols-et-Rinhodes
- Sainte-Croix
- Saint-Igest
- Saint-Rémy
- Salvagnac-Cajarc
- Saujac
- Villeneuve

## Supresión del cantón de Villeneuve
En aplicación del Decreto nº 2014-205 de 21 de febrero de 2014, el cantón de Villeneuve fue suprimido el 22 de marzo de 2015 y sus 10 comunas pasaron a formar parte del nuevo cantón de Villeneuve y Villefranche.